# Dippishausen-Oftershausen
Dippishausen-Oftershausen (fino al 1953 Dippishausen; toponimo tedesco) è stato un comune svizzero del Canton Turgovia, nel distretto di Kreuzlingen.

## Storia
Formato dai villaggi di Bätershausen, Dippishausen e Oftershausen, nel 1984 è stato accorpato al comune di Siegershausen, il quale a sua volta nel 1996 è stato aggregato agli altri comuni soppressi di Alterswilen, Altishausen, Dotnacht, Ellighausen, Hugelshofen, Lippoldswilen e Neuwilen per formare il nuovo comune di Kemmental.

## Società

### Evoluzione demografica
L'evoluzione demografica è riportata nella seguente tabella:
Abitanti censiti